# L'estate della paura
L'estate della paura è un romanzo horror pubblicato nel 1991 dallo scrittore statunitense Dan Simmons col titolo originale di Summer of Night.
L'opera ha vinto il Premio Locus nel 1992 nella categoria Premio Locus per il miglior romanzo dell'orrore e dark fantasy.
Alcuni anni dopo, nel 2002, l'autore ha ripreso il protagonista, Dale Stewart, divenuto adulto, in un'altra avventura horror dal titolo L'inverno della paura (A Winter Haunting).

## Trama
I ragazzini Mike, Jim, Kevin, Duane e Dale, quest'ultimo con l'inseparabile fratellino Lawrence a seguito, trascorrono con l'allegria e la spensieratezza tipiche dei loro dodici anni le giornate di vacanza ad Elm Heaven, una cittadina rurale bagnata del fiume Spoon River, nei pressi di Peoria (Illinois).
L'anno scolastico è terminato da poco, ma l'estate del 1960 inizia per loro nel peggiore dei modi. Uno dei compagni di classe è sparito in circostanze misteriose. Questo triste incidente non è che il primo di una serie di avvenimenti sempre più spaventosi, di cui i ragazzi sono involontari testimoni. L'epicentro di questi fenomeni paurosi e inspiegabili che turbano le notti di Elm Heaven sembra essere l'antico edificio scolastico della città, che i ragazzi hanno da poco finito di frequentare.
Duane, nonostante aiuti il padre nel duro lavoro dei campi, è il ragazzo più intelligente e colto del gruppo. Proprio la sua precoce perspicacia lo stimola ad indagare sui misteri celati nelle oscure architetture della scuola, ora consultando antichi libri, ora interrogando gli anziani del paese. Duane scopre così che all'inizio del '900 un'abbiente famiglia locale aveva acquistato e fatto trasportare dall'Europa un cimelio di origine medievale, la "campana dei Borgia", oggetto leggendario dotato di virtù esoteriche, che poi era stato collocato nella cella campanaria della scuola. Negli anni la bronzea campana era stata ritenuta responsabile di malefiche influenze sulla città e di inspiegabili morti, soprattutto di bambini. Col passare del tempo l'oggetto è rimasto nascosto e dimenticato nella scuola, al punto che in paese si era diffusa la convinzione che la sua esistenza fosse solo il frutto di una fantasiosa diceria locale.
Duane è convinto che il maleficio della Campana abbia ripreso ad espandersi sul paese, e vorrebbe metterne al corrente gli amici, ma un'orda di orribili creature demoniache, scaturite dal sottosuolo lo aggrediscono durante la notte e lo straziano. Sconvolti dalla tragica fine del loro amico, gli altri ragazzi non vogliono credere alla versione ufficiale, che parla di un incidente durante il lavoro nei campi. Guidati da propositi di vendetta, Dale e gli altri ragazzi trovano gli appunti dell'amico e capiscono quale terrificante minaccia incomba anche sulle loro vite.
Pur terrorizzati dalle mostruose apparizioni notturne che li hanno presi di mira, i ragazzi non si danno per vinti. Senza poter confidare sull'aiuto degli adulti, troppo increduli per accettare l'irrazionale spiegazione degli eventi, i ragazzi si muniscono di armi di fortuna ed iniziano una drammatica guerra contro il male che impregna l'antico cimelio e la scuola dov'e custodito e nascosto. Lo scontro finale con le entità maligne porterà i ragazzi a mettere a dura prova le risorse di cui dispongono. Coraggio e intelligenza da soli non basteranno. Solo l'unione delle capacità di ciascuno, cementate dal forte senso di amicizia che li lega, permetterà loro di sopravvivere al drammatico confronto finale con i loro oscuri nemici.

## Edizioni
- Dan Simmons, L'estate della paura, traduzione di Riccardo Valla, Interno Giallo, Mondadori, 1994, ISBN 88-04-38521-9.
- Dan Simmons, L'estate della paura, traduzione di Annarita Guarnieri, Gargoyle Books, 2006, ISBN 88-89541-11-3.